# Datana contracta
Datana contracta är en fjärilsart som beskrevs av Walker 1855. Datana contracta ingår i släktet Datana och familjen tandspinnare. Inga underarter finns listade i Catalogue of Life.